# Gonomyia subacus
Gonomyia subacus là một loài ruồi trong họ Limoniidae. Chúng phân bố ở miền Australasia.